# レイ (潜水艦)
レイ (USS Ray, SS/SSR-271) は、アメリカ海軍の潜水艦。ガトー級潜水艦の一隻。艦名はエイ上目に属する魚の総称に因む。なお、退役から9年後にスタージョン級原子力潜水艦11番艦として2代目「レイ (SSN-653)」が就役している。

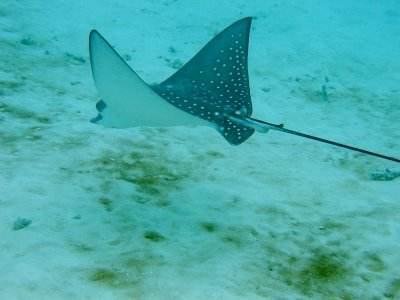
マダラトビエイ（spotted eagle ray）

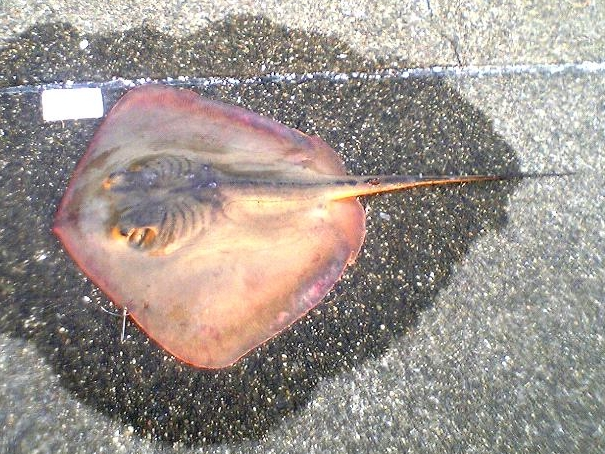
アカエイ（Red stingray）

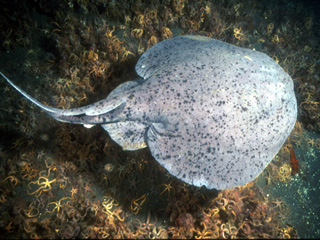
ゴマフシビレエイ（Pacific electric ray）

## 艦歴
「レイ」は1942年7月20日にウィスコンシン州マニトワックのマニトワック造船で起工する。1943年2月28日にS・C・ルーミス夫人によって進水し、艦長ブルックス・J・ハーラル少佐（アナポリス1932年組）の指揮下1943年7月27日に就役する。8月15日までミシガン湖で訓練を行った後、ニューオーリンズを経由して8月31日にパナマ運河地帯のココ・ソロに到着した。10月5日にパナマを出発した「レイ」はガラパゴス諸島を経由し、10月30日にブリスベンに到着。ニューギニアのミルン湾の前進基地に回航された。 

### 第1の哨戒 1943年11月 - 12月
11月13日、「レイ」は最初の哨戒でビスマルク諸島方面に向かった。ニューハノーバー島とトラック諸島間の航路で哨戒していた。11月26日未明、護衛艦の北緯02度27分 東経147度50分 / 北緯2.450度 東経147.833度の地点で輸送船団を発見し、反撃をかわしつつ魚雷を4本発射、3本を命中させたとして撃沈を報じる。同じ日の午後には北緯04度12分 東経148度20分 / 北緯4.200度 東経148.333度のトラック南西300海里の地点で、レーダーにより3隻の輸送船と3隻の護衛艦と思われる輸送船団を探知し、護衛艦の反撃をかわしつつ魚雷を6本発射して特設運送船「日海丸」（日産汽船、2,562トン）に4本命中させて撃沈した。11月29日、レイは「ガトー (USS Gato, SS-212) 」「レイトン (USS Raton, SS-270) 」およびオ306船団を相次いで発見し、潜航して戦闘に備えるが攻撃機会はなかった。12月1日午後にも北緯00度15分 東経149度00分 / 北緯0.250度 東経149.000度の地点で別の輸送船団を発見し、雨の中を浮上接近して攻撃機会をうかがう。やがて一隻の護衛艦と砲戦を交えることとなったが、互いに命中弾はなかった。12月7日、24日間の行動を終えてミルン湾に帰投した。

### 第2の哨戒 1943年12月 - 1944年1月
12月11日、「レイ」は2回目の哨戒でセレベス海に向かった。12月15日から17日までダーウィンで補給した後、チモール島近海、フローレス海を経て哨区に入った。12月26日夜、南緯05度00分 東経121度22分 / 南緯5.000度 東経121.367度のチョロ海峡西方15海里、カバエナ島北西海域で護衛なしで航行中の特設運送船（給油）「巨港丸」（拿捕船、元オランダ船セミラミス/飯野海運委託、5,792トン）を発見。「レイ」は「巨港丸」の動きを封じて翌12月27日未明に魚雷を6本発射し、魚雷が3本命中した「巨港丸」は巨大な炎のきのこ雲を残して沈没した。1944年1月1日、「レイ」は南緯03度51分 東経128度04分 / 南緯3.850度 東経128.067度のアンボン灯台220度10キロ地点で護衛艦のいる2隻の船を発見。魚雷を6本発射し、うち3本が特設砲艦「億洋丸」（東洋汽船、2,904トン）に命中してこれを撃沈した。もう1隻の船が「レイ」に体当たりを試みて接近し、また上空を警戒していた航空機も接近して制圧してきたので、深深度潜航で退避して難を逃れた。3日後の1月4日には、北緯10度01分 東経123度25分 / 北緯10.017度 東経123.417度の地点で「千鳥型水雷艇」に護衛された2隻の輸送船を発見し魚雷を4本発射し、2本の命中があったと判定された。1月12日、24日間の行動を終えてフリーマントルに帰投した。

### 第3の哨戒 1944年2月 - 3月
2月6日、「レイ」は3回目の哨戒で南シナ海およびインドシナ半島方面に向かった。2月22日、北緯10度18分 東経107度51分 / 北緯10.300度 東経107.850度から北緯10度17分 東経107度48分 / 北緯10.283度 東経107.800度にいたる海域に11個の機雷を敷設。3月2日夜には北緯09度44分 東経113度57分 / 北緯9.733度 東経113.950度の地点でシンガポールに向かうヒ47船団を発見し、追撃を行う。翌3月3日未明に北緯06度00分 東経110度21分 / 北緯6.000度 東経110.350度の地点にいたったところで魚雷を4本発射してタンカーに命中したと判断した。3月18日、南緯07度25分 東経115度20分 / 南緯7.417度 東経115.333度のカンゲアン島近海で2隻の千鳥型水雷艇と哨戒艇を発見し、魚雷を6本発射して乗組員は命中音を聞いた。しかし、直後から爆雷攻撃にさらされ、日没後に何とか脱出できた。3月27日、50日間の行動を終えてフリーマントルに帰投した。

### 第4の哨戒 1944年4月 - 5月
4月23日、「レイ」は4回目の哨戒でミンダナオ島方面に向かった。モルッカ海を経て哨区に入る。5月21日午後、護衛艦と水上機によって護衛されハルマヘラ島に向かっていたH26船団（竹三船団）を発見し、夜になってから浮上して船団を追跡した。5月22日未明に北緯05度16分 東経127度42分 / 北緯5.267度 東経127.700度のダバオ南西400キロ地点での最初の攻撃で魚雷を5本発射、反転して2本発射する。6つの命中音を確認して輸送船とタンカーを合計4隻撃沈したと判定されたが、実際には魚雷は陸軍輸送船「天平丸」（白洋汽船、6,094トン）にのみ命中して撃沈しただけだった。「レイ」は混乱する船団を尻目に浮上して一旦船団の視界外に逃れた。翌5月23日、「セロ (USS Cero, SS-225) 」と合流して、北緯02度51分 東経128度00分 / 北緯2.850度 東経128.000度の地点にて折からのスコールの中でレーダーにより探知したH26船団を再び攻撃。「レイ」は艦首と艦尾の発射管を使ってタンカーと小型輸送船に向けて魚雷を計10本発射し、「セロ」とともにタンカー「建和丸」（日東汽船、6,384トン）に魚雷を命中させて撃破した。「セロ」は、これとは別に陸軍輸送船「大順丸」（大阪商船、2,825トン）を撃沈した。「レイ」は水柱が立ったり船が火災を起こす様子を確認したが、空からの反撃に備えて潜航して避退したので、結果的にどうなったのかは確認できなかったが、「7隻の艦船に打撃を与えた」と見ていた。6月14日、53日間の行動を終えてフリーマントルに帰投。艦長がウィリアム・T・キンゼラ少佐（アナポリス1934年組）に代わった。

### 第5の哨戒 1944年7月 - 8月
7月9日、「レイ」は5回目の哨戒で南シナ海、ルソン島方面に向かった。7月18日早朝、南緯05度21分 東経112度30分 / 南緯5.350度 東経112.500度のスラバヤ北方バウエアン島の北37キロ地点で、護衛なしで単独航行中のタンカー「じゃんび丸」（三菱汽船、5,244トン）を発見した。「レイ」はまず魚雷を6本発射し、3本の命中があったとする。次いで艦尾発射管から魚雷を4本発射するがすべて外れ、三度目の攻撃では魚雷を3本発射し1本を命中させ、「じゃんび丸」から反撃があった。四度目の攻撃は再び艦尾発射管から魚雷を4本発射するも、またもやすべて外れる。30分後、魚雷を3本発射して2本か3本命中させたと判定された。最後の攻撃では魚雷を2本発射し、2本とも命中。「レイ」は「じゃんび丸」1隻を片付けるのに魚雷を22本も費やすという無駄使いをしたため、マカッサル海峡で短期間哨戒を行ったのちフリーマントルに戻って魚雷を補給し、7月28日に再出撃した。
8月4日朝、「レイ」は南緯04度05分 東経117度04分 / 南緯4.083度 東経117.067度のマカッサル海峡で小輸送船団を発見し、魚雷を4本発射。魚雷は陸軍輸送船「光州丸」（朝鮮郵船、2,295トン）に命中し、船体を2つに割って撃沈した。「レイ」はカリマタ海峡、ナトゥナ諸島近海を経てボルネオ島西岸にまわり、8月13日には北緯03度51分 東経112度58分 / 北緯3.850度 東経112.967度の地点でシミ08船団を発見。夜に入って北緯03度51分 東経112度58分 / 北緯3.850度 東経112.967度の地点で魚雷を4本発射し、日付が8月14日に変わってからも魚雷を6本発射。二回目の攻撃で輸送船「瑞祥丸」（栗林商船、5,289トン）を撃沈した。8月18日昼過ぎ、「レイ」は北緯08度39分 東経116度39分 / 北緯8.650度 東経116.650度のパラワン島南西沖バラバク海峡付近でミ12船団を発見し、魚雷を6本発射。陸軍タンカー「南星丸」（拿捕船、元イギリス船プレイドン/日東汽船委託、5,878トン）に魚雷を命中させて撃沈する。43発の爆雷攻撃をしのいだあと浮上し、ミ12船団を追跡し続け、その間に僚艦に船団の存在を報告した。ミ12船団はミンドロ島バウエン湾に入って待機し、他方バウエン湾の外では「レイ」と、「レイ」の報告で合流してきた「ハーダー (USS Harder, SS-257) 」「ハッド (USS Haddo, SS-255) 」「ギターロ (USS Guitarro, SS-363) 」が集まってくる。「ハーダー」艦長のサミュエル・D・ディーレイ少佐（アナポリス1930年組）は潜水艦を湾の北西方に「レイ」と「ギターロ」、南西方に「ハッド」、西方は「ハーダー」自身と割り振った。8月21日朝、ミ12船団が出港してきたのを確認した「レイ」は、北緯13度23分 東経120度19分 / 北緯13.383度 東経120.317度の地点で、この時点で残っていた最後の魚雷4本を全て発射。魚雷は応急タンカー「武豊丸」（日本郵船、6,964トン）に向かい、3本目が命中して撃沈した。「レイ」は海防艦などの反撃で潜航して避退しつつ「武豊丸」が損傷するところを辛うじて確認し、爆雷攻撃をかわして戦場を離れた。「武豊丸」の撃沈が認定されたのは、戦争が終わってからのことだった。8月31日、52日間の行動を終えてフリーマントルに帰投した。

### 第6の哨戒 1944年9月 - 12月
9月23日、「レイ」は6回目の哨戒で南シナ海に向かった。10月6日夜、北緯13度56分 東経120度01分 / 北緯13.933度 東経120.017度の地点で、レーダーで3つの目標を探知し、それは2隻の駆逐艦に護衛されたタンカーだろうと判定された。駆逐艦の動きに注意を払いつつ魚雷を6本発射し、1本の命中があったと判定される。翌10月7日明け方に北緯13度02分 東経119度49分 / 北緯13.033度 東経119.817度の地点にて、再び魚雷を6本発射。3つの爆発を確認したが、戦果は不明だった。10月12日午後には、北緯13度32分 東経120度21分 / 北緯13.533度 東経120.350度の地点で2隻の護衛艦を配する輸送船を発見し、魚雷を4本発射して海軍徴傭船「東崗丸」（大連汽船、4,180トン）に2本命中させて撃沈した。2日後の10月14日未明、「レイ」は日本の対潜哨戒機の制圧を受け潜航したものの、26mの深度になったころで対潜爆弾が炸裂し、修理のため10月20日にミオス・ウンディ島に戻って、10月26日まで修理を受けることとなった。

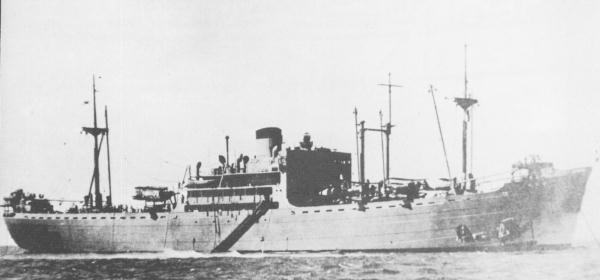
香久丸（1938年）

10月27日にミオス・ウンディ島を出撃して哨戒再開後、「レイ」は11月1日午前に北緯12度57分 東経120度12分 / 北緯12.950度 東経120.200度のミンドロ島カラビテ山南西60キロ地点でM246船団を発見し、「ブラックフィン (USS Blackfin, SS-322) 」とともに攻撃。「レイ」は魚雷を3本発射してタンカー「第七蓬莱丸」（蓬莱タンカー、834トン）に命中させて撃沈し、「ブラックフィン」も2隻撃沈した。この直後、「レイ」はミンドロ島の海岸に接近し、3名の諜報員と2トンの貨物を陸揚げし、その代わりにコレヒドール島から脱走した2名の陸軍兵士と、政治犯として収容され脱走してきたフィリピン人を収容した。11月4日夕刻、北緯15度55分 東経119度44分 / 北緯15.917度 東経119.733度のダソル沖で激しい爆発を聴取した。間もなくタマ31A船団を発見し、「ブリーム (USS Bream, SS-243) 」と「ギターロ」の雷撃により炎上して航行不能になっていた特設運送船「香久丸」（大阪商船、6,806トン）に対して魚雷を2本発射して2本とも命中させて船首を吹き飛ばし、しばらく後に沈没させた。2日後の11月6日には、北緯16度08分 東経119度43分 / 北緯16.133度 東経119.717度のサンタクルーズ沖で、重巡洋艦「熊野」および「青葉」の2隻を含むマタ31船団を発見し、「熊野」に対して集中的に雷撃した。「ギターロ」「ブリーム」に続いて「レイ」は魚雷を4本発射して2本の命中を報告したが、逆に反撃を受け浅瀬の海に潜まざるを得なかった。その際、「ギターロ」とともに爆雷で損傷を受け、「熊野」に対する再度の攻撃は諦めたが、哨戒を打ち切るほどの損傷でもなかった。11月14日夜、「レイ」は北緯17度46分 東経117度57分 / 北緯17.767度 東経117.950度のルソン島ビガン西方300キロ地点でマタ32船団を発見し、魚雷を6本発射して「第7号海防艦」に命中させて轟沈させた。11月16日にも北緯17度29分 東経120度19分 / 北緯17.483度 東経120.317度の地点で輸送船団を発見し、魚雷を1本ずつ計2本発射したが命中しなかった。11月19日には空母「カウペンス (USS Cowpens, CVL-25) 」の搭乗員を救助。12月8日、70日間の行動を終えて真珠湾に帰投。メア・アイランド海軍造船所に回航されて12月16日に到着し、オーバーホールに入った。オーバーホールを終えたレイは1945年3月26日にサンフランシスコを出港し、グアム島アプラ港に回航され4月29日に到着した。

### 第7の哨戒 1945年4月 - 6月
4月30日、「レイ」は7回目の哨戒で日本近海に向かった。5月7日、九州近海で撃墜されたB-29の搭乗員10名を救助。5月15日には、激浪で破壊したPBM マリナーの搭乗員10名を救助した。レイは「ポンポン (USS Pompon, SS-267) 」と「ライオンフィッシュ (USS Lionfish, SS-298) 」に救助した搭乗員を託して哨戒を続けた。5月19日、「レイ」は北緯37度28分 東経125度02分 / 北緯37.467度 東経125.033度の地点で3隻の「小型輸送船」を発見して魚雷を3本発射したが、魚雷は輸送船の下部を通過していった。この「小型輸送船」は実は爆雷を搭載した特設艦艇で、3隻は「レイ」が潜航したあたりを攻撃した。「レイ」はその場から少し離れたところで浮上し、追跡してきた小型輸送船を浮上砲戦で撃沈した。哨戒の残り期間は、黄海での小型船などへの攻撃に終始し、5月20日に北緯38度10分 東経124度31分 / 北緯38.167度 東経124.517度の地点で監視艇を撃沈したのを皮切りに、5月30日までの間に連日のように監視艇やスクーナーなどを撃ち沈め、その数は19隻を数えた。魚雷攻撃も行い、6月2日夕刻には北緯38度47分 東経121度26分 / 北緯38.783度 東経121.433度の地点で「5,000トン級輸送船」を発見して魚雷を5本発射したが命中せず、2日後の6月4日にも北緯38度47分 東経121度30分 / 北緯38.783度 東経121.500度の地点で「4,000トン級輸送船」を発見して魚雷を6本発射したが、これも命中しなかった。6月16日、49日間の行動を終えてミッドウェー島に帰投した。

### 第8の哨戒 1945年7月 - 8月
7月11日、「レイ」は8回目の哨戒でタイランド湾に向かった。7月20日にアプラ港に寄港し、補給後哨区に針路を向けた。8月2日から5日までの間にジャンクを片っ端から攻撃して撃沈。8月7日夕刻には、北緯11度05分 東経99度28分 / 北緯11.083度 東経99.467度のレムチョン近郊にある船溜で大量のジャンク群を発見し、実に16隻を砲火で撃沈。さらに乗組員が7隻のジャンクに乗り込んで焼き捨てた。この哨戒で、実に35隻もの小船を撃沈した。8月13日、30日間の行動を終えてスービック湾に帰投し、2日後に終戦を迎えた。
「レイ」は第二次世界大戦の戦功で7個の従軍星章と、フィリピン共和国の殊勲部隊章を受章した。

### 戦後・レーダー哨戒潜水艦

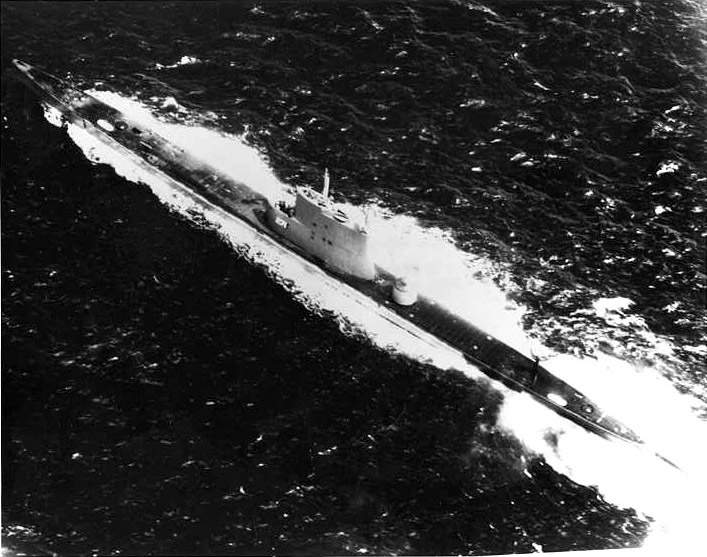
レーダー哨戒潜水艦としてのレイ

「レイ」は戦争が終わるとスービック湾を出港し、サイパン島、真珠湾、パナマ運河を経由して10月5日にコネチカット州ニューロンドンに凱旋した。その後は1947年2月12日までニューロンドンで訓練艦としての任務に従事し、その後は予備役として保管される。1950年12月、フィラデルフィア海軍工廠へ曳航されレーダー哨戒潜水艦としての転換が行われる。
「レイ」は1951年1月3日に SSR-271 に艦種変更され、1952年8月13日に艦長A・C・バーレー少佐の指揮下再就役した。「レイ」はフィラデルフィアを1953年3月27日に出航する。同年の残りは東海岸沿いおよびカリブ海での艦隊訓練、作戦活動に従事した。1954年3月1日から5月26日まで第6艦隊に所属し哨戒艦としての任務に従事する。母港のノーフォークには5月26日に帰還し、7月から8月にかけてノバスコシア沖で行われたカナダ軍との合同演習に参加する。1954年の残りと1955年は艦隊演習、定期訓練に費やされ、1955年4月から11月までチャールストン海軍工廠でオーバーホールが行われた。
1956年3月5日から6月4日まで再び地中海でレーダー哨戒艦としての任務に従事し、「レイ」はアメリカ軍とNATO軍の部隊と共に作戦活動を行う。1956年の残りと1957年は大西洋とカリブ海で艦隊演習および定期訓練に従事し、1956年6月にはハンプトン・ローズでの国際観閲式に参加、1957年9月から10月にかけてNATOの演習「Strikeback」に参加しスコットランド、フランス、ポルトガルを訪問した。1958年の前半は東海岸とカリブ海での艦隊演習に費やされた。1958年6月30日にノーフォークを出航し、不活性化のためにチャールストン海軍工廠入りする。1958年9月30日に予備役となり、1960年4月1日に除籍された。船体はスクラップとして1960年12月18日にコマーシャル・メタルズ社に売却された。